# Descarrilamento de trem em Ohio em 2023
O descarrilamento do trem em Ohio ocorreu em 3 de fevereiro de 2023, às 20h55 EST (UTC-5), quando um trem de carga da Norfolk Southern transportando materiais perigosos descarrilou em East Palestine, Ohio, Estados Unidos.
O trem de carga queimou por mais de dois dias e, em seguida, equipes de emergência realizaram uma queima controlada de vários vagões a pedido de autoridades estaduais, que liberou cloreto de hidrogênio e fosgênio no ar.
Como resultado, os residentes em um raio de 1,6 quilômetro foram evacuados e um estado de emergência foi iniciado por agências em Ohio, Pensilvânia e Virgínia Ocidental. O governo federal dos EUA enviou o administrador da Agência de Proteção Ambiental (EPA), Michael Regan, para fornecer assistência em 16 de fevereiro de 2023.